# 皮里塔

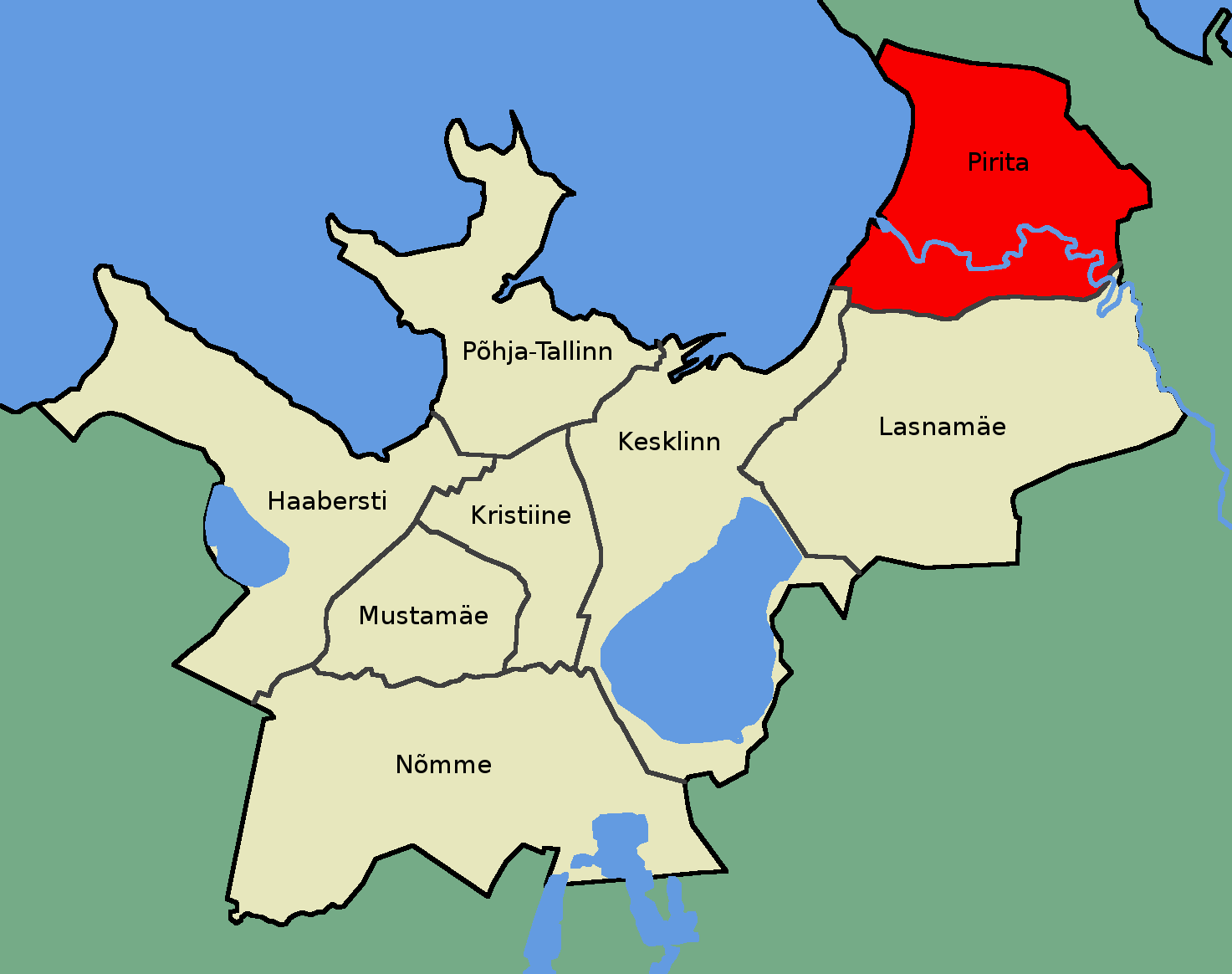
皮里塔区在塔林的位置（红色部分）

皮里塔是愛沙尼亞首都塔林下轄的八個市區之一。皮里塔區是塔林人口最少的區，但也是最富裕的區之一。愛沙尼亞人是皮里塔區的最大民族。2014年11月，皮里塔區有人口17,592人。

## 外部連結
- 官方网站